# Ussel (Lot)
Ussel is een gemeente in het Franse departement Lot (regio Occitanie) en telt 74 inwoners (2009). De plaats maakt deel uit van het arrondissement Gourdon.

## Geografie
De oppervlakte van Ussel bedraagt 6,9 km², de bevolkingsdichtheid is dus 10,7 inwoners per km².
De onderstaande kaart toont de ligging van Ussel (Lot) met de belangrijkste infrastructuur en aangrenzende gemeenten.

## Demografie
Onderstaande figuur toont het verloop van het inwonertal (bron: INSEE-tellingen).